# Розвал, Сергей Яковлевич
Сергей Яковлевич Розвал (около 1897—1964) — русский советский журналист и писатель.
Окончил изюмское реальное училище. Учился в Московском техническом училище. Во время Гражданской войны работал ответственным секретарём газеты 5-й Украинской дивизии «Красный стрелок». Затем работал в РОСТА.
Известен как автор научно-фантастической дилогии, состоящей из двух «антиимпериалистических» романов-памфлетов: «Лучи жизни» (1949) и «Невинные дела» (1958).
Действие обеих книг происходит в вымышленной республике Великании (в которой легко угадывается США). Здесь в секретных лабораториях ведется работа по созданию особых лучей, которые могли бы уничтожить болезни и принести людям счастье и изобилие. Но правители республики — президент Бурман, военный министр Реминдол и другие — намерены использовать это изобретение для массового уничтожения людей в готовящейся войне против коммунистической державы. Профессор Чьюз, инженер Грехэм и другие срывают планы поджигателей войны.

## Публикации
- Розвал С. Лучи жизни: Роман. — М.: Советский писатель, 1949. — 484 с. — 45 000 экз.
- Розвал С. Лучи жизни: Роман. — Новосибирск: Западно-Сибирское кн. изд-во, 1966. — 376 с. — 100 000 экз.
- Розвал С. Невинные дела: Роман. — М.: Советский писатель, 1958. — 404 с. — 30 000 экз.
- Розвал С. Невинные дела: Роман-памфлет. — М.: Советский писатель, 1962. — 444 с. — 100 000 экз.